# Белозёрская поселковая община
Белозёрская поселковая община (укр. Білозерська селищна громада) — территориальная община в Херсонском районе Херсонской области Украины.
Создана в ходе административно-территориальной реформы 06 июля 2016 года на территории упразднённого Белозёрского района путём объединения Белозёрского поселкового совета, Надеждовского и Томинобалковского сельских советов. В 2020 году к общине были присоединены ещё ряд сельских советов Белозёрского района — Правдинский, Миролюбовский, Кизомысский, Днепровский. Всего община включает 11 сёл и 14 посёлков. Общая площадь общины составляет 408 км², население на 2021 год составляло 24496 человек. Своё название община получила от названия административного центра, где размещены органы власти — посёлка Белозёрка.

## Населённые пункты
В состав общины входят посёлок Белозёрка — 9565 жителей, сёла Грозовое — 162 жителя, Парышево — 112 жителей, Зоревка — 246 жителей, Знаменка — 136 жителей, Новая Заря — 154 жителя, Правдино — 1629 жителей, Таврийское — 566 жителей, Новодмитровка — 376 жителей, Томина Балка — 1505 жителей, Надеждовка — 1151 житель, Кизомыс — 2000 жителей, посёлки Черешенки — 182 жителя, Разлив — 314 жителей, Днепровское — 1139 жителей, Янтарное — 199 жителей, Первомайское — 241 житель, Ромашково — 306 жителей, Береговое — 115 жителей, Велетенское — 1407 жителей, Гончарное — 70 жителей, Мирное — 143 жителя, Миролюбовка — 2210 жителей, Дослидное — 45 жителей, Молодецкое — 284 жителя.

## История общины
Население общины на момент создания (июль 2016 года) составляло 12922 человека, площадь общины 163,2 км².
В июле 2020 года к общине были присоединены ещё ряд сельских советов Белозёрского района — Правдинский, Миролюбовский, Кизомысский, Днепровский. В июле 2020 года Белозёрский район в результате административно-территориальной реформы был упразднён и община была отнесена к Херсонскому району.
С марта по ноябрь 2022 года община была оккупирована российскими войсками в ходе российско-украинской войны.